# Бранимир (автор-исполнитель)
Алекса́ндр Геннадиевич Паршиков (творческий псевдоним Бранимир; 9 мая 1985, Котово, Волгоградская область) — русский музыкант, автор и исполнитель песен. Выступает преимущественно сольно, аккомпанируя себе на гитаре.

## Биография

### Детство и юность
Родился в городке Котово Волгоградской области. Закончил среднюю школу №2. В детстве занимался в футбольной секции, играл за юношескую команду города. Первые песни начал писать в 1997 году. В 1999-м году присоединился в качестве басиста к местной панк-группе «Атомный век», одновременно играя в своей группе «Джангл Граунд». В 2000 году, увлечённый «Калиновым мостом», создал новую фолк-рок-группу под названием «Солнцеворот». Коллектив активно выступал на фестивалях и даже записал демо-альбом под названием «Паньху».
В 2002 году перебрался в Волгоград. Окончил факультет филологии и журналистики Волгоградского государственного университета, после чего некоторое время работал журналистом в молодёжной газете.

### Первые записи: от фолка к бард-року (2003-2005)
С 2003 года начал выпускать музыкальные записи под псевдонимом Бранимир (который получил в юности в родноверческой общине), означающем «бранящийся, воюющий за мир».
Работая в газете, он в то же время писал песни, после чего выкладывал их в социальные сети, где произведения получали положительные отзывы слушателей и быстро становились популярны. Музыкант дебютировал с акустическим альбомом «Искоростень». Паршиков не сотрудничал с какими-то либо лейблами, его альбомы распространялись на самописных дисках формата CD-R, преимущественно на концертах, которые он давал в небольших клубах или на квартирах знакомых.
В феврале 2005-го появляется вторая студийная работа — «Песнь скорби», выдержанная в фолковой стилистике. В третьем альбоме «Месть чандала», вышедшем летом того же года, Бранимир уходит от фолка; в стилистике наметился крен в сторону бард-рока. Знаковой для певца стала встреча с лидером группы «Церковь детства» Денисом Третьяковым. Она положила начало новому этапу в творчестве музыканта. Третьяков помог организовать для музыканта первые гастроли в другом городе, которым стал Ростов-на-Дону.

### Дарк-реггей и богоборческие мотивы (2006-2009)
Новый этап характеризуется усилением богоборческих мотивов в творчестве. 2006 год отмечен записью альбома «Песни для мамы и для того, кто у меня её забрал». В 2008 году в интернете получили распространение два самописных альбома Бранимир—а — «Отцвели глаза твои» и «Папа, я к тебе вернусь», условно объединённых в дилогию. Бранимир определял их стилистику с помощью понятий «сатанороманс», «сатанобардовская песня», «анти-реггей», «дарк-реггей» и «еретический реггей».
Сам Бранимир позже дал оценку этому этапу в творчестве, признав, что в нём были богоборческие мотивы в форме богоискательства. Автор задавал в своих песнях вопросы к Богу в «грубой и дерзкой форме». По признанию музыканта, со временем он стал задавать таких вопросов меньше и на большинство из них нашёл ответ.
В 2007 году Бранимир начал активно гастролировать по России.

### Альбомы-циклы и возвращение к вере (2010-2019)
С конца 2009-го - начала 2010 года Бранимир перестал исполнять многие свои песни в первоначальном варианте, решив частично их переработать. В большинстве случаев автор отказался от обсценной лексики и смягчил инвективные высказывания, могущие задеть чувства верующих. Например, в песне «На горбах Матрёны и Терезы» он изменил строку «Слушай Бог, ты конченная блядь» на «Oh mein gott, ты конченная блядь»; в песне «Евангелие от Маккиавели» строчку «Антикварные иконы — невъебенный дефицит» на «Антикварные иконы — санкционный дефицит»; в песне «Был» строчки «Умирает старый бог в тишине // Бездыханный Отче в яме лежит» на «Умирает старый дог в тишине // Бездыханный догги в яме лежит»; в песне «Печка» строки «Сатана примчится. Скоро всё случится. В печке будет всем тепло» на «Скоро он примчится. Скоро всё случится. В печке будет всем тепло» и т. п.
В песнях Бранимира стали появляться мотивы возвращения к Богу и уважения к вере. Например, песня «Фома» заканчивается такими строками: «И я люблю, за что не знаю сам. Иконы древние — не дам скормить их псам». В 2014 году Бранимир перевыпустил старый альбом шестилетней давности, изменив название на «Папа, я вернулся». В заглавной песне присутствует осмысление пройденного жизненного пути: «Осажу свой понт с годами, постарею и заткнусь. И с ягнячьими стадами, папа, я к тебе вернусь».
Начиная с альбома «Семь чудес» (2015), Бранимир пережил надлом и перестал делать акцент на апокалиптической теме, смягчив характер песен.
В альбоме «Жизнь и смерть Скруджа Макдака» музыкант попробовал рассмотреть феномен человека, разбогатевшего в 1990-е годы — его происхождение и жизненный путь.
Для этого периода в творчестве Паршикова характерно мышление макси-циклами: альбомы, записанные в разные годы, объединяются Бранимиром в трилогии. Так, «Лили Марлен» (2010), «Вот и нет любви» (2011) и «За бикс» (2014) составляют трилогию о потерянной любви. В условный цикл об Апокалипсисе входят «Песни утопающих. Книга первая» (2012), «Жить на глубине» (2016) и «Песни утопающих. Книга вторая» (2016).

### От «Верной смерти» к «Добрым песням» (с 2020 года)
В 2020 году Бранимир выпустил альбом «Верная смерть», средства на запись которого были собраны благодаря донатам от поклонников. Материал записывался в условиях самоизоляции во время пандемии коронавируса. Бранимир сам пел, играл на акустической гитаре и шейкере. Аккомпанемент у композиций был предельно минималистичен.
В оформлении альбома использованы чёрно-белые фотографии Андрея Фетисова, сделанных в российской провинции. Герой песен — «маленький человек» из глубинки, к которому Бранимир относится с сочувствием. По мнению ряда музыкальных критиков, «Верная смерть» составила условную тетралогию с альбомами «Семь чудес», «Жизнь и смерть Скруджа Макдака» и «Три сына», при этом новый альбом был оценён как «очень тяжёлый и болезненный».
В 2022 году Бранимир выпустил альбом «Добрые песни», где впервые были собраны композиции без ненормативной лексики. Музыкант посвятил его жителям небольших городов, которые надеются на изменение своей судьбы к лучшему. Песня «Солнечный день» из этого альбома попала в хит-парад «Чартову дюжину» от Нашего радио, заняв сходу 8-е место.

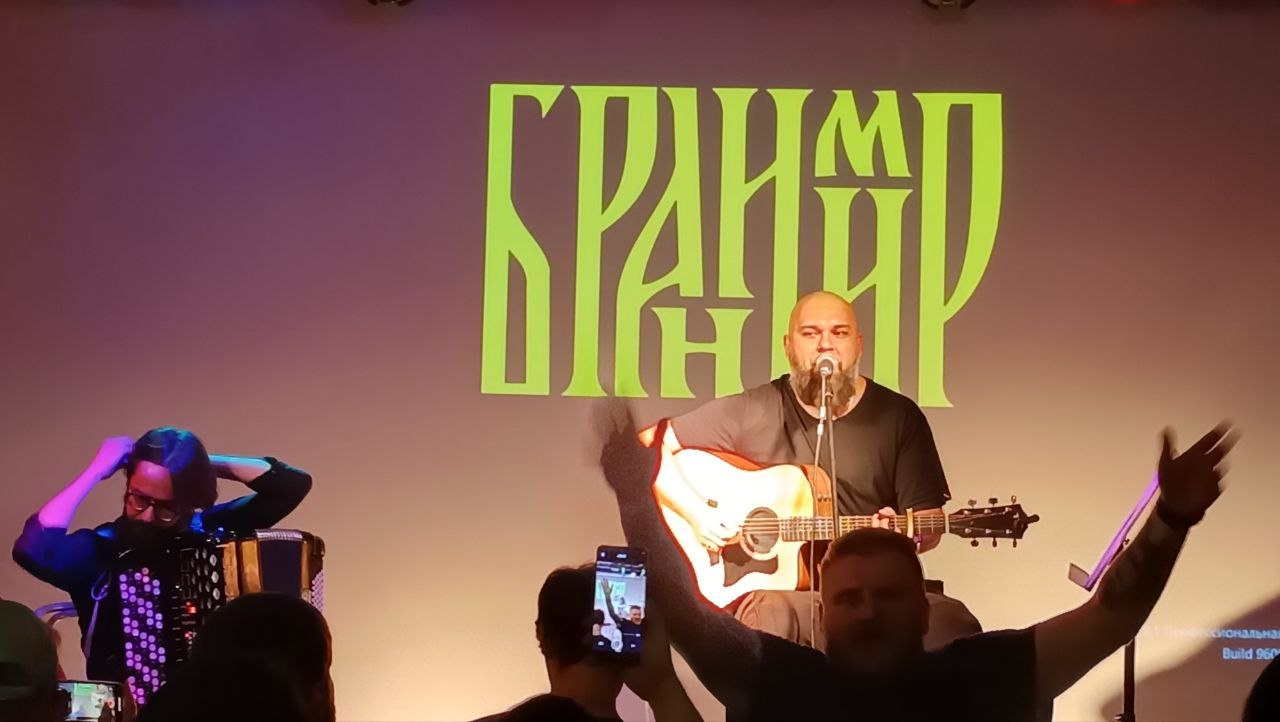
Совместное выступление Бранимира и Александра Корюковца на концерте в Санкт-Петербурге (2024)

В 2022 году началось активное сотрудничество Бранимира с участником группы «Аффинаж» Александром Корюковцом, играющем на баяне. Он принял участие в записи нескольких композиций в альбоме «Добрые песни», а в 2023 году музыканты записали мини-альбом «Три песни с баяном», где в новой аранжировке прозвучали песни «На горбах Матрёны и Терезы», «Великая жизнь» и «Фазан». Также Бранимир и Корюковец сыграли несколько совместных концертов.
Весной 2023 года рок-бард выпустил кавер-версию песни «Сумерки» Константина Кинчева. Летом того же года вышел совместный сингл «В нашем маленьком городе» с Сергеем Чиграковым и группой «25/17», в течение нескольких недель занявший 2-е место в хит-параде «Чартова Дюжина». В сентябре Бранимир выпустил мини-альбом «Добрые песни. Часть вторая», в которую вошли обновлённые версии песен «Фома», «Счастье», а также «На побывку», в которой принял участие солист «Аффинажа» Эм Калинин. Новой работой стала песня «Шофёр» про водителя катафалка. Основной хит альбома «В нашем маленьком городе» занял первое место в хит-параде «Чёртова Дюжина». Со слов самого музыканта, он посвятил работу жизням русских людей, их радостям и горестям, их мечтам и личным трагедиям, а также своей малой Родине — городу Котово Волгоградской области.
В апреле 2024-го песня «В нашем маленьком городе» выиграла итоговую премию «Чартовой дюжины» в номинации «Совместная работа».
Осенью 2024 года Бранимир выпустил альбом «Ждут домой», состоящий из 7 новых песен, которые объедены общей идеей: почти герои едут домой после долгого отсутствия: кто-то с заработков, кто-то с тюрьмы, кто-то с войны. Последним треком на альбоме стала автобиографичная песня «20 лет плацкартов». В качестве приглашённых музыкантов выступили баянист группы «Аффинаж» Александр Корюковец, саксофонист Сергей Летов и ритм-секция группы 25/17 — Богдан Солодовник и Константин Овчинников. По словам самого музыканта, его альбом «пропитан духом и магией плацкартных путешествий», а в основе лежит личный опыт общения с попутчиками, зачастую людьми непростой русской судьбы.

## Оценки и критика

### Влияние на творчество
По мнению культуролога Владислава Крылова , творчество Бранимира является продолжением традиций социально направленного панка, а бардовская манера подачи материала восходит не столько к Высоцкому и Северному, сколько к авторской песне группы «Медведъ Шатунъ». Крылов выделяет мощь образного слова, отчасти перенятой от Александра Башлачёва и Дмитрия Ревякина. Схоже оценивают образ музыканта и другие критики, отмечая что в нём будто бы сошлись две линии: одна — безусловно русская, от Башлачёва и Янки Дягилевой, которую Паршиков давно превзошёл, а вторая тянется от «проклятых поэтов»: Бодлера, Вийона и Лотреамона.
Среди групп и исполнителей, оказавших на Бранимира текстовое, музыкальное или мировоззренческое влияние — «Калинов мост», «Адаптация» (Казахстан), «Церковь детства», «25/17» (в 2015 году совместно с последней был записан трек «Сети»).

### Художественные образы и тексты
Музыкант получил первую известность, исполняя «беспросветные песни», где чёрный юмор усиливал воздействие на слушателя («Ибица», «Жюстина», «Сыновья», «Праздники»). Его герои — «люди, собственными руками выстраивающие ад в погоне за красивой жизнью и в борьбе за место под солнцем», составляют галерею «рухнувших в ничтожество мужчин и женщин». Над всем этим происходящим — «демиург, создатель миров, безразличный и равнодушный к земле, на которой кровавая, позорная свистопляска не прерывается никогда».
Тексты композиций Бранимира оцениваются критиками достаточно высоко: «в них органично сочетаются высокая поэзия и жёсткое бытописательство, христианские и фольклорные мотивы, нецензурщина, яркие метафоры и ёмкие запоминающиеся афоризмы („Человек человеку не брат, человек человеку — Брут“ и т. п.)». При этом Г. Шостак отмечает, что с начала 2010-х годов Бранимир начал по-новому исполнять свои ранние песни, снизив количество мата и смягчив антирелигиозные высказывания, в этом же ключе были перезаписаны несколько ранних альбомов музыканта.
Со слов Бранимира, при написании песен он во многом вдохновлялся впечатлениями о людях, местах и жизненных ситуациях, полученных во время многочисленных поездок на плацкартных поездах в ходе гастролей по России.
Своими программными песнями Паршиков называет «Евангелие от Макиавелли», «Мрачные посёлки средней полосы» и «Фому». В двух последних он объясняет, что даже у людей с несчастными судьбами и загубленными жизнями есть надежда поменять свою участь.

### Музыкальный стиль
Музыку Бранимира трудно характеризовать однозначно, в частности, в рецензии на альбом «Жизнь и Смерть Скруджа Макдака» отмечается, что она «выдержана в стилистике дарк-кантри с элементами то шансона, то блюза, то фолка». Сам Паршиков называет себя рок-бардом, при этом резко отмежёвываясь от советской бардовской песни, а также признаёт свою близость к дарк-фолку, но с особой спецификой: «У меня дарк-фолк российской глубинки: апокалипсис нашей империи. Я пою про наших темных людей и вижу больше магии и мистики в нашей арестантской действительности, в культуре наших низов».
По мнению музыковеда Г. Шостака, «для творчества Александра Паршикова характерно объединение альбомов в большие циклы» (например, альбомы «Отцвели глаза твои» и «Папа, я к тебе вернусь» образуют дилогию о смерти детства), а сами альбомы практически всегда концептуальны. Партии различных инструментов на альбомах, как правило, записывает сам, иногда привлекая других музыкантов. Так, в альбоме «Жизнь и Смерть Скруджа Макдака» на виолончели и контрабасе сыграл П. Акимов. К работе над альбомом «Добрые песни» привлекались саксофонист Сергей Летов и баянист Александр Крюковец, добавившие объёмного звучания.

## Дискография

### Студийные альбомы
- 2008 — Отцвели глаза твои
- 2008 — Папа, я к тебе вернусь
- 2009 — Песни для мамы
- 2009 — Евангелие от Макиавелли
- 2010 — ЗеЛенО (Квартирник 2005 г., был выпущен позже)
- 2010 — Лили Марлен
- 2011 — Вот и нет любви
- 2012 — Песни утопающих. Книга первая
- 2013 — Папа, я вернулся
- 2014 — Вечер мерзкого шансона (Бранимир и ВИА «Кали-Югенд»)
- 2014 — За Бикс
- 2014 — Уже поздно
- 2015 — Семь чудес
- 2016 — Жить на глубине
- 2017 — Жизнь и смерть Скруджа Макдака
- 2018 — Три сына
- 2019 — Песни для мамы
- 2020 — Верная смерть
- 2022 — Добрые песни
- 2023 — Три песни с баяном (Бранимир и Александр Крюковец)
- 2023 — Добрые песни. Часть вторая
- 2024 — Ждут домой

### Синглы
- 2009 — Ева
- 2009 — Не люби
- 2010 — Хроники Прешбурга
- 2015 — Мрачные посёлки средней полосы
- 2016 — Право решать
- 2019 — Ela (feat. Kristof Hahn)
- 2020 — Песни Чумы
- 2020 — Вс. Афтерпати (feat. Children Slyness)
- 2020 — Бесами мучим (feat. Нина Потехина)
- 2020 — Были (feat. Children Slyness)
- 2022 — Не хочу никуда уезжать
- 2022 — Солнечный день
- 2023 — В нашем маленьком городе (feat. ЧиЖ и 25/17)
- 2024 — Дни урожая (feat. «Сруб»)

### Клипы
- 2019 — Денди
- 2022 — Не хочу никуда уезжать
- 2023 — На горбах Матрёны и Терезы
- 2023 — Фазан
- 2023 — Великая жизнь
- 2023 — Шофёр
- 2023 — На побывку

### Ранние записи
- 2003 — Искоростень
- 2005 — Песнь Скорби
- 2005 — Месть Чандала
- 2006 — Песни для Лоры Палмер
- 2006 — Бранимир
- 2006 — Год коллективного до***вания (Большая аККустика)
- 2006 — Песни для мамы и для того, кто её у меня забрал
- 2006 — Печёшь (EP)
- 2007 — Атавизмы Доброты

## Публицистика и литературная деятельность
Помимо собственно музыкальной деятельности являлся автором колонки в журнале «DARK CITY» и ведущим авторской программы на «Своём радио».
В 2012 году издана книга "Мангальские народные песни", являющаяся сборником стихов к песням автора.
В 2020 году издал книгу биографических повестей «Цветы пустыни».